# Antoine-Julien Hénard
Pour les articles homonymes, voir Hénard.
Antoine-Julien Hénard, né le 11 janvier 1812 à Fontainebleau et mort le 26 septembre 1887 à Paris 9e, est un architecte français.

## Biographie
Étudiant à l'École royale des beaux-arts, il fréquente les ateliers de Huyot et Louis-Hippolyte Lebas. Il obtient le second grand prix de Rome en 1837. Il devient architecte de la ville de Paris.
Il est le père de Gaston Hénard
, architecte fondateur et président de la Société des architectes diplômés par le gouvernement (SADG) et d'Eugène Hénard, lui aussi architecte et urbaniste.
Antoine Julien Hénard a été inhumé le 28 septembre 1887 au cimetière de Montmartre (23e division).

## Principales réalisations
- 1853 : hôtel particulier sur rue, 66, rue de La Rochefoucauld, Paris 9e, hôtel particulier de fond de cour de Pierre Rousseau (1751-1829).
- 1873 : église Notre-Dame-de-la-Nativité de Bercy.
- 1876 : mairie du 12e arrondissement de Paris.

## Distinction
- Chevalier de la Légion d'honneur, le 7 août 1867[3].